# Любомирский, Здислав
Князь Здислав Любомирский (правильнее Здзислав, пол. Zdzisław Lubomirski; 4 апреля 1865, Нижний Новгород — 31 июля 1943, село Мала-Весь) — польский юрист, политический и общественный деятель, 25-й президент Варшавы (1916—1917), член Регентского совета Королевства Польского, владелец имения Мала-Весь. Сыграл важную роль во время Королевства Польского (1916—1918).

## Происхождение
Представитель польского княжеского рода Любомирских герба «Шренява». Старший сын князя Яна Тадеуша Любомирского (1826—1908) и графини Марии Замойской (1841—1922).

## Ранняя жизнь
Родился в Нижнем Новгороде. Его родители хотели, чтобы их сын вырос в польском духе, и отправили его в австрийскую Галицию, где он учился в школе Святой Анны в Кракове. В 1883—1887 годах изучал право в Ягеллонском университете и Грацком университете.

## Карьера
В начале XX века аристократ Здислав Любомирский стал известным общественным деятелем в Царстве Польском, благодаря своей благотворительной деятельности. В 1904 году он стал заместителем председателя Варшавского общества благотворительности и куратором Офтальмологического института в Варшаве. Институт проводил исследования в области офтальмологии на европейском уровне. Было организовано бесплатное лечение зрения для бедных.
С юности он особенно ценил образование. В Российской империи, частью которой являлось Царство Польское, где обязательным было образование на русском языке, пытался организовывать польские школы и библиотеки. Князь Здислав Любомирский был членом совета директоров общества школьных записей. Организовывал поездки польских общественных деятелей в Прагу в 1908 году, затем принимал ответные визиты чехов в Варшаву. Пытался создавать административные и организационные основы национального образования в Польше. В 1905 году был одним из основателей партии «Spojnia Narodowa» («Национального Единства»), участвовал в съездах учителей, объединённых в Общество Национального Образования.
В ответ на заявление главнокомандующего российских войск великого князя Николая Николаевича Младшего от 14 августа 1914 года Здислав Любомирский подписал благодарственную телеграмму, в которой утверждалось, в частности, «что кровь сынов Польши, пролитая вместе с кровью сыновей России в борьбе с общим врагом, станет крупнейшим залогом новой жизни, мира и дружбы двух славянских народов».

## Первая мировая война
Во время Мировой войны Любомирский продолжал свою благотворительную деятельность. Среди прочего, он был председателем таких организаций, как Комитет поддержки социальной работы, Комитет польской санитарной помощи и Отделение временной взаимопомощи земян. 3 августа 1914 года Здислав Любомирский стал членом Гражданского комитета города Варшавы. Поскольку российские власти практически не осуществляли надзор за этим органом, Гражданский комитет пользовался широкой автономией. Его деятельность была высоко оценена жителями Варшавы.
В августе 1915 года в ходе Великого отступления русской армии германские войска вступили в Варшаву. Князь Любомирский отказался покинуть город и с разрешения немецких оккупационных властей был назначен председателем Центрального гражданского комитета. Под его руководством была создана сеть польских школ. Князь служил посредником между польскими жителями и немецким правительством (Комитет позднее был переименован в Главный опекунский совет). Для того, чтобы получить максимальную автономию для Польши, Здислав Любомирский пошёл на сотрудничество с немцами. В то же время он пытался демократизировать политическую жизнь страны. 16 июля 1916 года с разрешения немецких властей состоялись выборы в органы местного самоуправления в Варшаве, после чего Здислав Любомирский стал мэром (президентом) города. 13 декабря 1916 года Любомирский впервые встретился с Юзефом Пилсудским, предлагая ему пост в будущем польском правительстве.

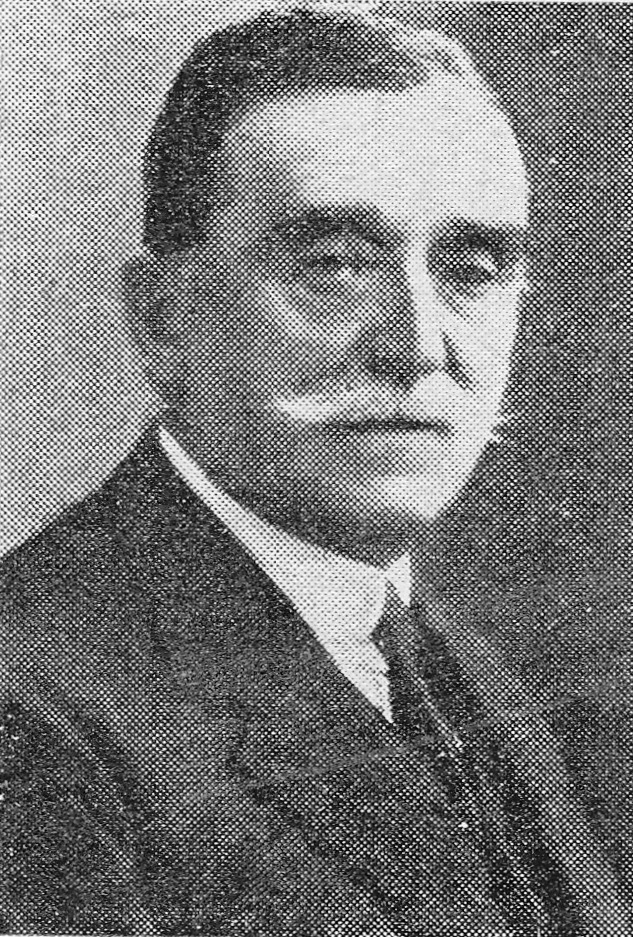
Здислав Любомирский

5 ноября 1916 года императоры Германии и Австро-Венгрия издали так называемый Акт 5 ноября, в котором они обещали независимое польское государство (см. Королевство Польское (1916—1918)). Год спустя, 16 сентября 1917 года, немцы создали Временное правительство Польши — Регентский Совет. Князь Здислав Любомирский стал одним из трёх его членов (вместе с архиепископом варшавским Александром Каковским и графом Юзефом Островским). Совет провёл своё первое заседание в Королевском замке в Варшаве 27 октября 1917 года.

## Политическая деятельность
7 октября 1918 года по инициативе князя была объявлена декларация о независимости Польши от Российской империи. Через семь дней солдаты первой польской армии присягнули на верность флагу Польши. Здислав Любомирский, считавший Юзефа Пилсудского отличным политиком и государственным деятелем, поддержал его кандидатуру на должность главы Польского государства (Начальника государства). 10 ноября 1918 года Любомирский приветствовал Пилсудского на железнодорожном вокзале в Варшаве, а через четыре дня Пилсудский стал главой Польского государства.
В начале 1920-х князь Любомирский оставался в стороне от политической жизни. Он решил вернуться в политику после Майского переворота. 13 мая 1926 года он встречался и разговаривал с Юзефом Пилсудским на станции польских железных дорог в Варшаве. Вскоре он стал одним из четырёх кандидатов за должность Президента Польши, но отказался принять номинацию. В 1928—1935 годах Любомирский был сенатором от Беспартийного блока сотрудничества с правительством и председателем двух комиссий Сената — комиссии иностранных дел и военной. Он часто принимал участие в различных международных мероприятиях, так в 1929 году присутствовал на похоронах маршала Франции Фердинанда Фоша.
В 1930 году Любомирский вышел из состава сената в знак протеста против Брестского процесса над лидерами парламентской оппозиции, но премьер-министр Валерий Славек отказался принять его отставку. Любомирский не любил так называемых «полковников Пилсудского», в конце 1930-х годов он организовал несколько тайных встреч, на которых обсуждалась политическая ситуация в Второй Польской Республике. Правительство Санации узнало об этом и запретило Любомирскому баллотироваться на выборах в Сенат в 1938 году. Между тем Любомирский продолжал свою благотворительную деятельность, будучи членом нескольких общественных организаций.

## Вторая мировая война
В сентябре 1939 года во время осады немцами Варшавы Здислав Любомирский активно участвовал в Гражданском комитете, возглавляемом столичным мэром Стефаном Старжинским. В первые месяцы немецкой оккупации Польши он работал над созданием подпольного правительства под руководством генерала Юлиуша Роммеля, в котором он должен был стать министром иностранных дел. Оно никогда не было создано, так как польские лидеры решили создать правительство в изгнании вначале в Париже, а с лета 1940 года — в Лондоне. Здислав Любомирский решил остаться в оккупированной Польше. 10 ноября 1942 года он был арестован гестапо и два месяца провёл в тюрьме. За это время его здоровье сильно ухудшилось. 31 июля 1943 года от полученных травм во время заключения Здислав Любомирский скончался в своём имении Мала-Весь. Был погребён в приходском костеле Бельска-Дужы.

## Семья и дети
6 сентября 1893 года в Варшаве князь Здислав Любомирский женился на графине Марии Браницкой (10 октября 1873 — 12 июля 1934), дочери Владислава Михаила Браницкого (1848—1914) и Юлии Потоцкой (1854—1921). Супруги имели двоих детей:
- Юлия Мария (2 июля 1894— 12 декабря 1982), жена (с 1922 года): Тадеуша Леона Моравского (1893—1974), сыновья Юлии известные польские журналист Здзислав Моравский[пол.] (пол. Zdzisław Morawski) и политик Казимир Моравский[пол.] (пол. Kazimierz Morawski);
- Ежи Александр (9 ноября 1896 — 21 мая 1943), женат (с 1931 года) на Джульетте Рембелинской (1890—1988).